# Josephus Nicolaus Laurenti
Josephus Nicolaus Laurenti (4. december 1735 – 17. februar 1805) var en østrigsk naturhistoriker.
Laurenti var forfatter til Specimen Medicum, exhib Synopsin Reptilium Emendatam cum Experimentis circa vene (1768) om giften af krybdyr og padder. Dette var en vigtig bog inden for herpetologi, og den definerede tredive forskellige krybdyr. Carolus Linnaeus' Systema Naturae (1758) beskrev kun ti slags.